# آساطور مارگاریان
آساطور یپرمی مارگاریان (ارمنی: Ասատուր Եփրեմի Մարգարյան؛  زادهٔ ۲۸ اوت ۱۹۰۶ - درگذشته ۱۹۹۳) یک پرورش‌دهنده میوه و استاد اهل ارمنستان بود.

## زندگی‌نامه
در ۱۰ سپتامبر [سبک قدیمی: ۲۸ اوت] ۱۹۰۶ در مالیشکا به دنیا آمد . وی در دانشگاه ملی علوم کشاورزی ارمنستان فعالیت می‌کرد.  وی همچنین برنده دانشمند شایسته ارمنستان شوروی (۱۹۶۷) شده است. وی در ۱۹۹۳ در سن ۸۷ سالگی درگذشت.

## یادداشت
1. ↑  կենսաբանական գիտությունների դոկտոր
2. ↑  պտղաբույծ